# Zalkind Hourwitz
Zalkind Hourwitz (geboren 1751 in Polen-Litauen; gestorben 1812) war ein aus Polen stammender politischer Aktivist, Schriftsteller und Aufklärer („Maskil“) im vorrevolutionären und revolutionären Frankreich. Er galt als einer der Vorkämpfer für die Judenemanzipation.

## Leben und Wirken
Hourwitz war ein polnischer Jude und stammte aus einem Dorf nahe Lublin. Als junger Mann verließ er seine Heimat und machte sich auf den Weg nach Berlin, wo er sich sein Einkommen durch Nachhilfe für wohlhabende Kinder verschaffte. Hier hatte er möglicherweise mit Moses Mendelssohn und seinem Kreis Kontakt, bevor er nach Metz und schließlich 1774 nach Paris ging. In Paris verkaufte er tagsüber gebrauchte Kleidung und saß nachts über zerrissenen Kopien der Werke von Ovid und Molière, Voltaire und Jean-Jacques Rousseau.
Die großen jüdischen Gemeinden – in der Stadt Bordeaux im Südwesten und in den Regionen Elsass und Lothringen im Osten – bildeten im Wesentlichen separate „Nationen“ innerhalb der französischen Nation. Die  2.000 Juden in Metz stellten die größte jüdische Einzelbevölkerung im Osten Frankreichs dar. 1787 und 1788 veranstaltete die Königliche Gesellschaft der Künste und Wissenschaften der Stadt Metz ihren jährlichen Wettbewerb der Untersuchung der Judenfrage. Dazu wurde die Frage gestellt: „Gibt es Möglichkeiten, Juden in Frankreich glücklicher und nützlicher zu machen?“  Hourwitz war der einzige Jude, der einen Aufsatz einreichte und dessen Apologie der Juden dann einer der drei preisgekrönten Beiträge wurde. Er teilte sich den begehrten Preis mit dem später berühmt gewordenen Abbé Grégoire und dem protestantischen Anwalt Claude Thiéry.
Sein Pamphlet verschaffte ihm schnell einen guten Ruf in reformistischen Kreisen, auch wenn seine Sprache nach heutigen Maßstäben moderat, wenn nicht sogar übermäßig entschuldigend wirkt. Als Anhänger der Aufklärung lehnte Hourwitz – im Gegensatz zu Berr-Isaak Berr – die weitreichenden Befugnisse jüdischer Führer über ihre Gemeinden ab und stellte sogar die Möglichkeit in Aussicht, die Konversion zum Christentum zu fördern. Die Aufnahme eines solchen Vorschlags und der defensive Ton der Verbesserungsempfehlungen verdeutlichen die vielen Schwierigkeiten und Vorurteile, mit denen die Juden zu jener Zeit konfrontiert waren.

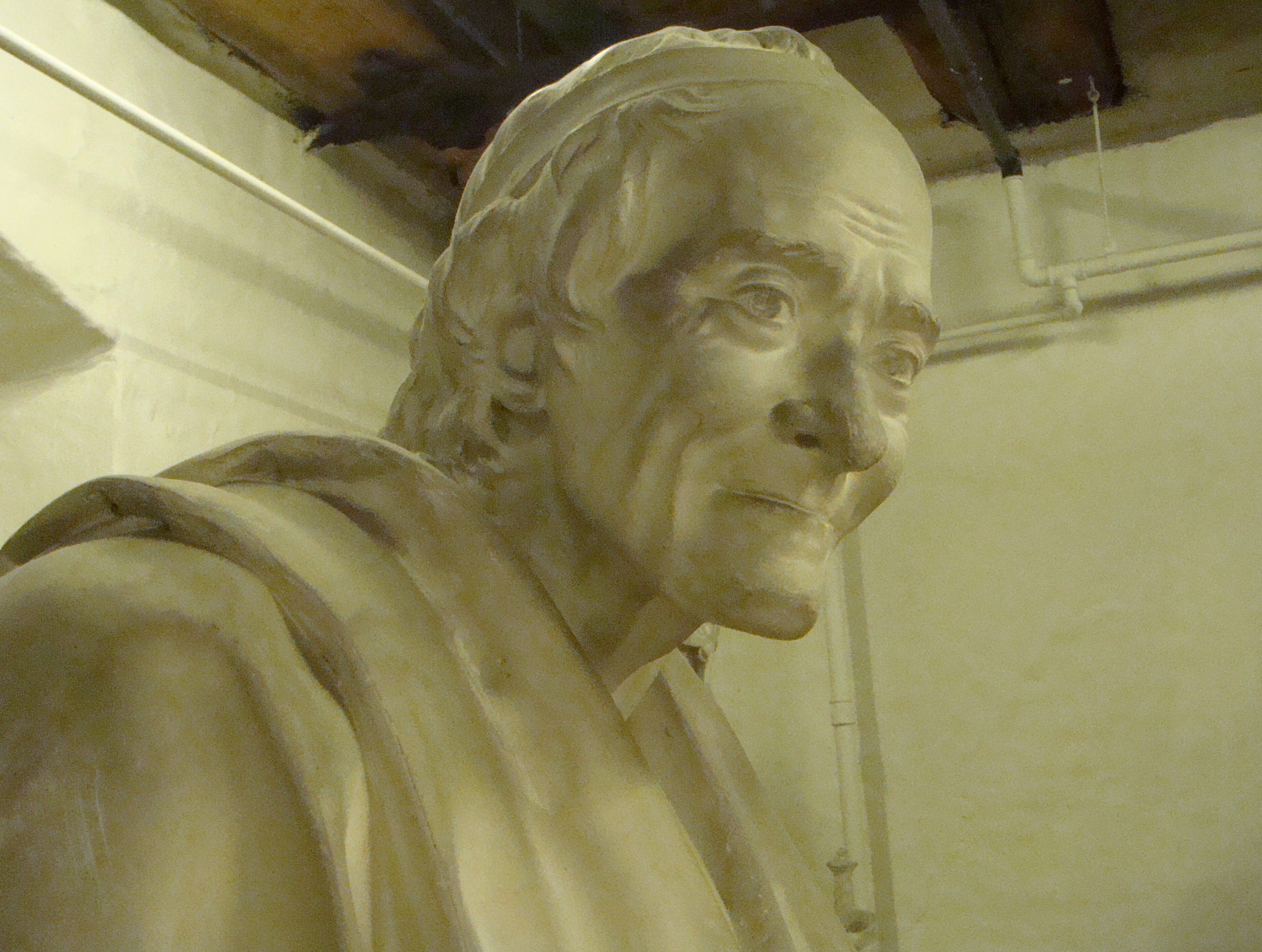
Voltaire von Jean-Antoine Houdon (1741–1828). Théatre Francais, Paris

Hourwitz galt zwar als Polemiker, konnte jedoch über die „Übertreibungen und Irrtümer“ (Patrick Girard) eines Aufklärers wie Voltaire auch gnädig urteilen:
„Wie dem auch sei, die Juden verzeihen ihm alles Schlechte, das er ihnen angetan hat, um des Guten willen, auch wenn er es ohne es zu wollen, vielleicht sogar, ohne es zu wissen getan hat. Denn wenn sie in den letzten Jahren etwas Ruhe genießen durften, dann ist es dem Fortschritt der Aufklärung zuzuschreiben, zu dem Voltaire durch seine zahlreichen Werke gegen den Fanatismus sicherlich mehr beigetragen hat als jeder andere Schriftsteller.“
Der Preis und die damit verbundene Aufmerksamkeit verschafften Hourwitz in Paris Zugang zu elitären Regierungskreisen, und er bewarb sich erfolgreich um die Stelle eines Secrétaire-Dolmetschers an der Königlichen Bibliothek, den wichtigsten Posten, den ein Jude im Ancien Régime Frankreichs bekleiden konnte. Hourwitz’ preisgekrönter Aufsatz Apologie des Juifs erschien 1789, erhielt lange und lobende Kritiken und spielte eine wichtige Rolle bei der Gestaltung der Diskussion über die Gewährung gleicher Rechte für das französische Judentum. Gleichzeitig engagierte er sich für die Französische Revolution, wozu auch der Dienst in der Nationalgarde gehörte. Er hegte damit die Hoffnung, dass die neu entstehende politische Ordnung seinen jüdischen Mitbürgern sowohl Sicherheit als auch Freiheit bringen würde.
Nachdem Hourwitz die Phase der Terrorherrschaft (1793/94) knapp überlebt hatte – er und seine politischen Freunde hatten die Sache der Girondisten unterstützt –, erhob er erneut seine Stimme zur Verteidigung der Juden. Er schloss sich einer Gruppe von utopischen Visionären und idealistischen Pädagogen an und versuchte, das revolutionäre Versprechen der Brüderlichkeit zu verteidigen. Des Weiteren erfand er eine universelle Sprache, die er vor dem Institut de France vorstellte, erforschte den gemeinsamen Ursprung aller Sprachen und fügte des Weiteren seine Unterschrift den (von Bürgern eingereichten) Vorschlägen bei, die dazu dienten, Diebstähle zu verhindern, Feuerleitern zu bauen, Straßen und Viertel von Paris umzubenennen und die Armen besser zu ernähren. Er veröffentlichte auch drei Bücher: Polygraphie ou l’art de correspondre à l’aide d’un dictionnaire, dans toutes les langues, même dans celles dont on ne possède pas seulement les letters alphabétiques (1801), Origine des Langues (1801) und Lacographie ou écriture laconique, aussi vite que la parole (1811).
Nachdem sich Hourwitz von Mitgliedern des jüdischen Establishments entfremdet hatte, wurde er nicht dazu eingeladen, an der von Napoleon Bonaparte 1806 einberufenen Versammlung jüdischer Notabeln teilzunehmen. Weiterhin kämpfte er für seine Vision der jüdischen Gleichberechtigung in Frankreich, wobei er sowohl die Texte als auch die ethische Integrität des Judentums verteidigte. Obwohl er Rabbiner und Laienführer häufig beschuldigte, das wirtschaftliche, politische und intellektuelle Wohlergehen seiner Mitjuden vorsätzlich zu vereiteln, wies er trotzig die Notwendigkeit einer jüdischen Wiedergeburt zurück. Er argumentierte in seiner Apologie, dass es die Christen seien, die man regenerieren müsse.

## Publikationen
- Apologie des Juifs en réponse à la question: Est-il des moyens de rendre les Juifs plus heureux et plus utiles en France? (1789) Reprint in: La Révolution française et l'émancipation des Juifs, vol. 4. Paris, Editions D'Histoire Sociale, 1968
- Polygraphie, ou, L'art de correspondre : a l'aide d'un dictionnaire, dans toutes les langues, même dans celles dont on ne possède pas suelement les lettres alphabétiques (1801)
- Origine des langues (1805/1808)
- Lacographie ou écriture laconique, aussi vite que la parole (1811)